# Carex dufftii
Carex dufftii är en halvgräsart som beskrevs av Heinrich Carl Haussknecht. Carex dufftii ingår i släktet starrar, och familjen halvgräs. Inga underarter finns listade i Catalogue of Life.